# Jana Rodriguez Hertz
Pour les articles homonymes, voir Hertz (homonymie).
María Alejandra Rodriguez Hertz Frugoni (née à Rosario, le 11 février 1970), connue sous le nom de Jana Rodriguez Hertz, est une mathématicienne, professeure et chercheuse argentine et uruguayenne. 

## Biographie
Jana Rodriguez Hertz est la fille de Mariana Frugoni et Adolfo Rodriguez Hertz; elle est l'aînée de cinq frères. Elle a étudié les mathématiques à la Faculté de Ciencias Exactas, Ingeniería y Agrimensura de l'université nationale de Rosario. Elle a étudié un an à l'Institut de Mathématiques Pures et Appliquées (IMPA) à Rio de Janeiro, au Brésil. Elle travaille dans les domaines des systèmes dynamiques et de la théorie ergodique. Elle obtient son doctorat de l'université de la République à Montevideo en 1999 et elle est professeure de la Faculté d'ingénierie (es) dans la même université. Elle est en poste en Uruguay depuis 1994. Elle est la première et unique femme de ce niveau (degré 5) en mathématiques en Uruguay. Elle est actuellement vice-présidente de l'Organization for Women in Science for the Developing World pour l'Amérique Latine et les Caraïbes.
Depuis fin 2011, elle s'est impliquée intensément dans le débat éducatif uruguayen. À partir de ce moment elle a participé à de nombreux entretiens, événements publics et conférences sur le thème. Elle a développé un point de vue critique sur le budget éducatif, sur les preuves issues des évaluations internationales Programme international pour le suivi des acquis des élèves (PISA), sur le développement de la carrière universitaire et d'autres sujets. Son point de vue particulier l'a transformée en leader d'opinion publique sur le thème,. Elle a été éditorialiste au sein de divers médias, avec notamment sa participation en 2014 à La Tertulia du programme En Perspectiva d'Emiliano Cotelo (es) sur Radio El Espectador, ainsi que l'article Jana et ses sœurs, et dans le programme Suena Tremendo de la même radio. Elle aussi est auteure du blog Et pourquoi pas ? (¿Y por qué no?).

## Prix et distinctions
En 1992, elle est lauréate du Prix Jóvenes Notables, décerné par la Fondation de la Bourse de Commerce de Buenos Aires. En 2004, elle reçoit le Prix Fonds National de Chercheurs, CONICYT.
En 1999, elle devient Chercheuse de grade 3, PEDECIBA Mathématiques. En 2009, elle passe Chercheuse de Niveau II (Système National de Chercheurs, SNI, ANII) puis en 2013, Chercheuse de Premier Niveau, grade 5 (Programa de Desarrollo de las Ciencias Básicas (es), PEDECIBA).